# Monopoly
Monopoly je društvena igra na ploči za dva do šest igrača. Cilj igre je kupnjom posjeda, njegovog iznajmljivanja, preprodavanja steći što više novca i do kraja igre postati jedini igrač na ploči, odnosno postati vlasnikom svih posjeda. Igra se unaprijed utvrđenim redom, a igrači pomiču svoje figure za onoliko mjesta na ploči koliko dobiju zbrajanjem bodova bacanjem dviju kocki. 

### Dijelovi igre
Igra se sastoji od: 
- ploče,
- figura za igru,
- kocki,
- kartice imanja,
- kućica,
- hotela,
- kartica "Šansa",
- kartica "Iznenađenje" i
- novčanica u različitim iznosima (nominalnim vrijednostima).

### Ploča
Na ploči se nalaze posjedi raspoređeni na sve četiri strane ploče. U smjeru kazaljke na satu poredani su od jeftinijih prema skupljim. Na sredini svake strane ploče (na sve četiri strane svijeta) nalazi se po jedna željeznička stanica (starije verzije igre) ili zračna luka (novije verzije igre), koje su vrednije ako jedan igrač posjeduje više njih. Osim posjeda, željezničkih stanica (zračnih luka), na ploči postoje i stajališta "šansi" i "iznenađenja", na koje kad igrač stane, vuče jednu od navedenih kartica koje se nalaze na sredini ploče. Kartica igraču može donijeti korist (dobitak novčane nagrade, besplatan izlazak iz zatvora i sl.), ili trošak (plaćanje poreza, kazne i slično). Dvije postaje na igri služe za plaćanje poreza (na luksuz i baštinu). Na kutovima ploče nalaze se četiri stajališta: start (odakle igrači startaju s igrom), zatvor (u kojeg igrači odlaze kad stanu na polje "idi u zatvor"), besplatno parkiralište (oslobođeno ikakvog plaćanja drugom igraču ili banci) i polje "idi u zatvor".

### Igra
Igračima se prije igre podijeli određeni novčani iznos kako bi mogli njime raspolagati tijekom igre. Igrač koji prvi igra pomiče se za onoliko mjesta na ploči koliko dobije zbrajanjem brojeva dviju bačenih kockica. Ako stane: 
- na posjed, može se odlučiti kupiti ga ili ne. Ako ga kupi, plaća za njega onoliko koliko piše na posjed na koji je stao.
- na polje plaćanja poreza - plaća navedeni iznos u blagajnu (u nekim verzijama stavlja novac na sredinu ploče)
- na polje "šansa" ili "iznenađenje" - vuče karticu i čini ono što piše na kartici
- na parkiralište (opcionalno) - uzima novac sa sredine ploče sebi

Ako bacanjem kocki igrač dobije dva ista broja, vuče potez, ali odmah nakon toga igra ponovo. Ako ne, iza njega igra igrač sljedeći po redu. Svaki igrač ponavlja isto, i tako redom. 
Dva ili tri polja na ploči obojena su istom bojom. Ako jedan igrač posjeduje sve posjede s istom bojom, oni postaju vredniji i na tim posjedima može graditi kuće, a kasnije i hotel. Ako ne, može se mijenjati s drugim igračima ako oni to žele. To je stvar trgovanja, jer ponekad igrači ne žele da drugi igrač kompletira posjede kako ne bi morao plaćati višestruko veće iznose ako stane na njih. Naravno da igrač može povući i taktički potez, tako što će osloboditi plaćanja onog igrača koji će mu te kartice predati ili dati u zamjenu.

### Gradnja kuće
Kada igrač kompletira posjede jedne boje, sljedećim stajanjem na nekih od tih posjeda može kupiti kuće.  Na jednom posjedu mogu se nalaziti samo četiri kuće, nakon čega igrač može kupiti hotel, i u tom trenutku to imanje ima svoju maksimalnu vrijednost. Zanimljivo je da su neki posjedi skuplji s jednom kućom, nego drugi posjedi s hotelom, a sve to u cilju kako bi igra bila dramatičnija. Igrač koji stane na tuđi posjed plaća onoliko koliko piše na kartici posjeda (samo zemljište, 1-4 kuće, hotel). Komplet posjeda bez građevina udvostručuje vrijednost samog zemljišta.
Ploča prve hrvatske verzije - Nazivi posjeda predstavljaju nazive značajnijih svjetskih ulica, trgova, avenija i bulevara u tadašnje vrijeme.
| Parking                     | Tršćanska ulica | ?             | Ciriški bulevar | Londonski trg   | Sjeverna željeznička stanica | Minhenska ulica  | Hamburški bulevar | Vodovod | Berlinski trg | Idi u zatvor                |
| Rimski trg                  | Monopol         | Monopol       | Monopol         | Monopol         | Monopol                      | Monopol          | Monopol           | Monopol | Monopol       | Varšavska ulica             |
| Milanski bulevar            | Monopol         | Monopol       | Monopol         | Monopol         | Monopol                      | Monopol          | Monopol           | Monopol | Monopol       | Praški bulevar              |
| Šansa                       | Monopol         | Monopol       | Monopol         | Monopol         | Monopol                      | Monopol          | Monopol           | Monopol | Monopol       | Šansa                       |
| Venecijanska ulica          | Monopol         | Monopol       | Monopol         | Monopol         | Monopol                      | Monopol          | Monopol           | Monopol | Monopol       | Bečki trg                   |
| Zapadna željeznička stanica | Monopol         | Monopol       | Monopol         | Monopol         | Monopol                      | Monopol          | Monopol           | Monopol | Monopol       | Istočna željeznička stanica |
| Pariški trg                 | Monopol         | Monopol       | Monopol         | Monopol         | Monopol                      | Monopol          | Monopol           | Monopol | Monopol       | ?                           |
| Madridski bulevar           | Monopol         | Monopol       | Monopol         | Monopol         | Monopol                      | Monopol          | Monopol           | Monopol | Monopol       | Azurna obala                |
| Elektra                     | Monopol         | Monopol       | Monopol         | Monopol         | Monopol                      | Monopol          | Monopol           | Monopol | Monopol       | Porez na luksuz             |
| Atenska ulica               | Monopol         | Monopol       | Monopol         | Monopol         | Monopol                      | Monopol          | Monopol           | Monopol | Monopol       | Ženevski trg                |
| Zatvor                      | Briselska ulica | Kelnska ulica | ?               | Atlantska ulica | Južna željeznička stanica    | Porez na baštinu | Balkanski put     | Šansa   | Apeninski put | START                       |

### Završetak igre
Igra se završava kada ostane samo jedan igrač za pločom, tj. kada ostali igrači ostanu bez novca i posjeda. Dodatno, ako se igrači dogovore ili ako uputstva dana uz igru tako nalažu, igra se može završiti nakon određenog vremenskog razdoblja (45 minuta, 2 sata itd.), i pobjednik je onaj koji ima najveću vrijednost u tom trenutku (vrijednost novca zbrojena s vrijednošću posjeda). U slučaju da se vremensko ograničenje ne odredi, igra često zna trajati po nekoliko sati (čak i dana), tako što u jednom trenutku neki igrači gube a drugi dobivaju, a u drugom trenutku bude obratno. Stoga je igru često dobro vremenski ograničiti.